# Melodinus
Melodinus es un género de plantas fanerógamas de la familia Apocynaceae. Contiene 137 especies. Es originario de las regiones tropicales y subtropicales de Asia y oeste del Pacífico.

## Taxonomía
El género  fue descrito por J.R.Forst. & G.Forst. y publicado en Characteres Generum Plantarum 37, pl. 19. 1775.

## Especies seleccionadas
- Melodinus acutiflorus
- Melodinus acutus
- Melodinus annamensis
- Melodinus aeneus
- Melodinus angustifolius
- Melodinus apoensis
- Melodinus australis
- Melodinus axillaris
- Melodinus baccellianus